# R Большой Медведицы
R Большой Медведицы (лат. R Ursae Majoris), HD 92763 — одиночная переменная звезда в созвездии Большой Медведицы на расстоянии приблизительно 1595 световых лет (около 489 парсеков) от Солнца. Видимая звёздная величина звезды — от +13,7m до +6,5m.

## Характеристики
R Большой Медведицы — красная пульсирующая переменная звезда, мирида (M) спектрального класса M3e-M9e или M5e, M6e, M7e, M8ep.